# 12044 Fabbri
12044 Fabbri è un asteroide della fascia principale. Scoperto nel 1997, presenta un'orbita caratterizzata da un semiasse maggiore pari a 2,5922313 UA e da un'eccentricità di 0,1379811, inclinata di 13,99173° rispetto all'eclittica.